# Drymocallis incisa
Drymocallis incisa là loài thực vật có hoa trong họ Hoa hồng. Loài này được (Lindl.) Rydb. mô tả khoa học đầu tiên năm 1908.